# Державний океанаріум
Науко́во-до́слідний центр Збро́йних Сил Украї́ни «Держа́вний океана́ріум» (НДЦ ЗСУ «Державний океанаріум», колишня в/ч А1113) — український науково-дослідний центр, який займається розробкою морських біотехнічних систем, вивченням проблем гідробіоніки, підводно-пошуковими й підводно-технічними роботами, збереженням і відновленням рідкісних і зникаючих видів морських рослин і тварин, загальною і прикладною екологією. Державна установа підпорядкування Міністерства освіти і науки України.
Центр дислокувався в Козачій бухті м. Севастополь, проте після анексії Криму Росією у 2014 році, був переведений до м. Одеси.

## Історія
Історія «Державного океанаріуму» починається з початку 1960-х років. В цей період військово-морський флот СРСР почав якісно змінюватися — з'явилися кораблі і судна побудовані на нових фізичних принципах. Нові кораблі вимагали принципово нових підходів до проектування і будівництва: у процесі кораблебудування все більше і більше почали застосовуватися наднаукомісткі технології, що ґрунтувалися на останніх досягненнях біоніки. Особливу увагу вчених привернули морські ссавці, зокрема такі високоорганізовані істоти як дельфіни.
На той час, в наукових колах, широко обговорювався сформульований англійським фізіологом Джеймсом Греєм парадокс Грея: вивчивши енергетичні можливості дельфінів і порівнявши їх з необхідною для їх руху потужністю, Грей дійшов висновку, що дельфіни володіють ефективним механізмом зниження гідродинамічного опору. Використання парадокса Грея на практиці дозволяло створювати кораблі більш швидкохідними, економічними, малошумними, зі значним розширенням діапазонів бойових можливостей.
З цією метою секретною постановою Ради міністрів СРСР і директивою Головнокомандувача ВМФ СРСР № 802/00970 було прийняте рішення про створення в м. Севастополі 184-ї науково-дослідної експериментальної бази ВМФ (військова частна 13132-К), яка пізніше стала науково-дослідним центром «Океанаріум». Штат військової частини був сформований 24 лютого 1966 року. Першим начальником експериментальної бази був призначений капітан 1 рангу Калганов Віктор Андрійович, заступником — капітан 3 рангу Володимир Біляєв. Завданням, яке першим постало перед океанаріумом, було вивчення фізіологічних, гідродинамічних, гідроакустичних особливостей морських ссавців, перш за все чорноморських дельфінів як моделей для проектування засобів боротьби на морі, розробка на основі досліджень нових технологій кораблебудування морських та авіаційних транспортних засобів.

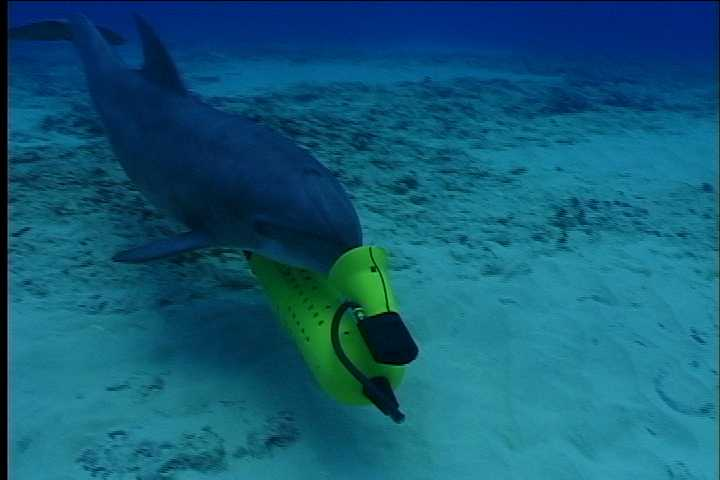
Біотехнічна система. Дельфін навчений пошуку і маркуванню морських донних мін.

Декількома роками пізніше, з розвитком підводних диверсійних сил іноземних флотів, на океанаріум були також покладені завдання вивчення і підготовки дельфінів-афалін, як біотехнічних систем для підводного пошуку, протимінної оборони, охорони акваторії військово-морських баз та рейдів від проникнення бойових плавців. За оцінками, імовірність безвідмовної роботи протидиверсійної біотехнічної системи оцінювалася в 80-90 %, що було значно вище, аніж у прийнятої на озброєння спецтехніки. З 1975 року тривалий час бойові дельфіни несли цілодобову вахту на вході до Севастопольської бухти, а використання їх для пошуку затонулих об'єктів, у тому числі вибухонебезпечних, дозволило знайти і підняти десятки загублених зразків озброєння і техніки. З 1979 по 1994 рік, дельфіни виявили об'єктів загальною вартістю близько 50 мільйонів рублів, що у багато разів перевершувало витрати на їх утримання. Пошукові біотехнічні системи діяли там, де пошук іншими способами був неможливий чи малоефективний: при складному профілі ґрунту, малій видимості під водою, на мілководді, під шаром ґрунту і мулу, замаскованих та акустично прозорих об'єктів. Найбільший інтерес у фахівців викликали саме пошукові можливості дельфінів — саме завдяки пошуковим роботам, океанаріум отримав відомість. Іноді до військових зверталися і цивільні — наприклад, вчені-археологи. Дельфіни допомагали їм шукати затонулі античні кораблі і піднімати з дна предмети — наприклад, давньогрецькі амфори.
У складі Військово-Морських Сил України, з 1992 року, океанаріум — філія Центрального науково-дослідного інституту Збройних Сил України. З 1994 року має статус «Державний океанаріум». У складі Збройних Сил України на океанаріум були покладені завдання щодо розробки організаційних і технічних аспектів пошуково-рятувального забезпечення діяльності всіх видів Збройних Сил України на морі і водних басейнах, у тому числі проблеми рятування моряків, льотчиків, підводників, водолазні, підводно-технічні, суднопідіймальні і підводні роботи. Океанаріум став експериментальною і випробувальною морською базою та науковим центром в галузі гідробіоніки і морської екології. У океанаріумі було створено корабельний комплекс, що забезпечував проведення підводно-пошукових і підводно-технічних робіт на всіх глибинах Чорного моря.
Розпорядженням Кабінету Міністрів України № 206-р від 12 квітня 2002 року, із змінами і доповненнями, внесеними розпорядженням Кабінету Міністрів України № 519-р від 12 вересня 2002 року, на базі філії Центрального науково-дослідного інституту Збройних Сил України була створена самостійна науково-дослідна установа — «Науково-дослідний центр Збройних Сил України „Державний океанаріум“».
У жовтні 2013 року, в океанаріумі працювали аудитори Рахункової палати України, які виявили серйозні недоліки в роботі посадових осіб, які були пов'язані з неефективним використанням державних коштів. За матеріалами аудиту було проведено розслідування і усунений з посади начальник центру Горбачов А.А., з подальшим призначенням на цю посаду іншого військового керівника. Наступним кроком стала робота в океанаріумі у січні 2014 року Головної інспекції Міністерства оборони України, яка вивчала наявні проблеми та шляхи їх вирішення. З метою усунення виявлених недоліків Міністром оборони України було прийнято рішення щодо створення на базі Центру - державного підприємства.
Протягом наступних років, з метою виконання вимог Закону України «Про наукову і науково-технічну діяльність», постанови Кабінету Міністрів України від 14 грудня 2016 року № 998 «Деякі питання обрання та призначення керівника державної наукової установи», наказу Міністерства оборони України від 26 червня 2018 року № 292 «Про затвердження Інструкції з заміщення на конкурсній основі вакантних наукових посад у вищих військових начальних закладах, військових навчальних підрозділах закладів вищої освіти та наукових установах Міністерства оборони України та Збройних Сил України», Науково-дослідний центр Збройних Сил України «Державний океанаріум» продовжив активне заміщення вакантних наукових посад.
У липні 2018 року, з метою оптимізації та вдосконалення існуючої системи наукових досліджень в інтересах ВМС ЗС України, Кабінет Міністрів України за пропозицією Міністерства оборони України ухвалив розпорядження від 11 липня 2018 р. № 490-р щодо проведення реорганізації Науково-дослідного центру Збройних Сил України «Державний океанаріум» з подальшим його перепідпорядкуванням до складу вищого навчального закладу Міністерства освіти і науки України.

### Інтервенція Росії до Криму
17 березня 2014 року, під час окупації Криму та Севастополя російськими військами, в місці постійної дислокації Науково-дослідного центру Збройних Сил України «Державний океанаріум» в Козачій бухті м. Севастополь, водолазні дослідницькі судно "Почаїв" та судно "Кам'янка" були захоплені військовослужбовцями Збройних Сил РФ та представниками місцевих незаконних збройних формувань, на них були спущені прапори Військово–Морських Сил ЗС України та піднято прапори ВМФ Збройних Сил РФ.
6 травня 2014 року судно "Почаїв", без прапорів впізнання, російськими буксирами було виведено зі Стрілецької бухти м. Севастополя, з подальшою його передачею цивільним українським буксирам та буксируванням до одного з портів материкової України.
3 червня 2014 року судно "Кам'янка", без прапорів впізнання, також було виведено російськими буксирами з бухти Козача м. Севастополя для його подальшої передачі українській стороні за межами 12–мильної зони.
У відповідності до відданих Міністерством оборони України розпоряджень, на материкову частину України в пункти збору військовослужбовців, з м. Севастополя вийшла частина військовослужбовців та працівників Збройних Сил України, в тому числі і наукових співробітників. Певна частина військовослужбовців та цивільних наукових співробітників Центру перейшли на службу до Збройних Сил РФ.
В подальшому, Науково-дослідний центр Збройних Сил України «Державний океанаріум» було передислоковано до нового місця дислокації в Одеський гарнізон, де його було повністю переформовано та доукомплектовано новим науковим та науково-технічним персоналом.
З осені 2014 року, Науково-дослідний центр Збройних Сил України «Державний океанаріум», не зважаючи на низку існуючих проблем, продовжив свою активну наукову та науково-технічну діяльність в інтересах Збройних Сил України.

## Напрямки діяльності
Пряме і безпосереднє керівництво науковою і науково-технічною діяльністю Науково-дослідного центру Збройних Сил України «Державний океанаріум» до 2018 року (включно) здійснювали Воєнно-наукове управління Генерального штабу Збройних Сил України та Воєнно-наукова група штабу Командування ВМС ЗС України (відповідно).

### Військовий

#### Підводно-технічні роботи

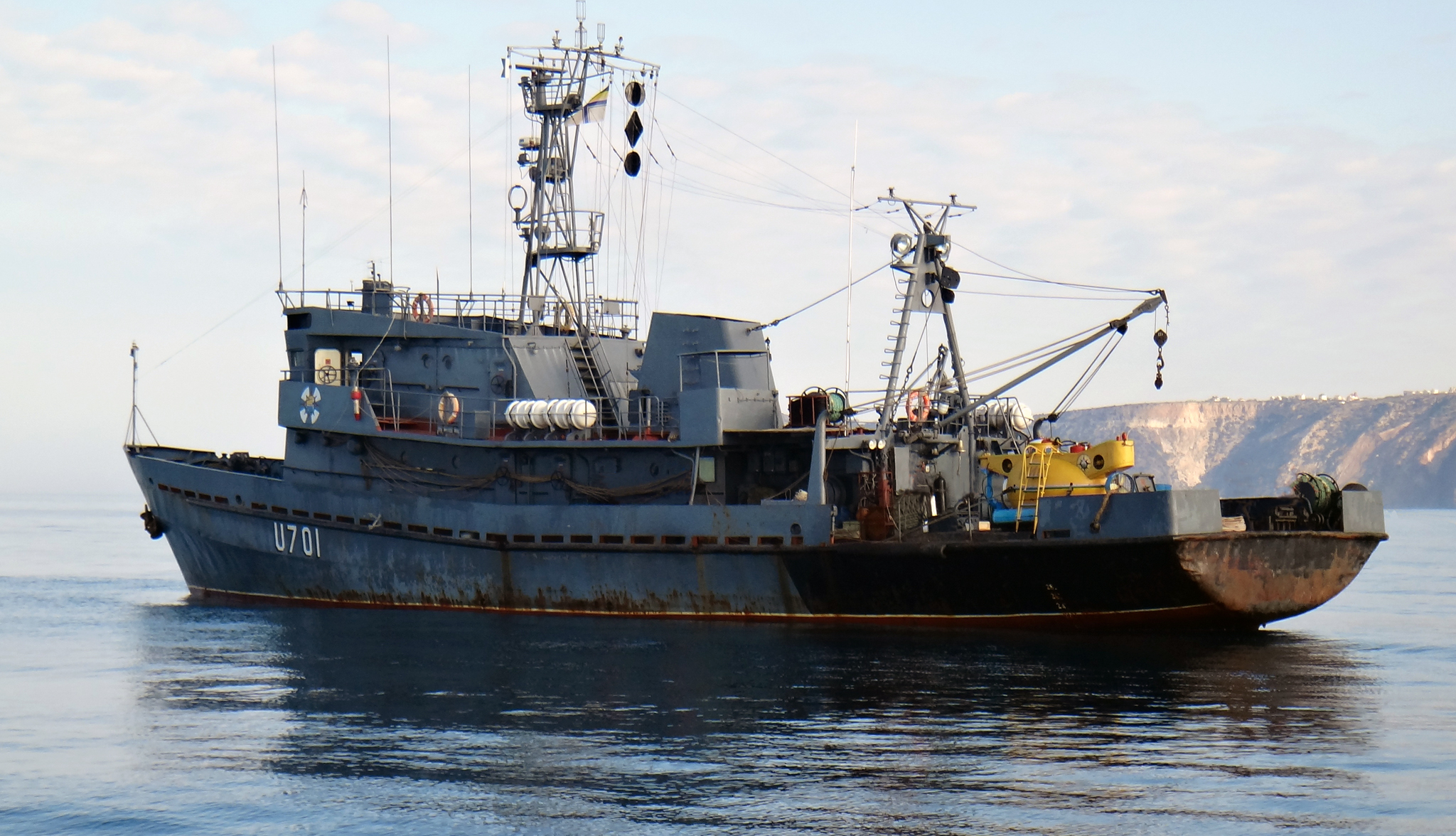
Водолазне судно «Почаїв» з глибоководним апаратом «Риф» на борту

Основним завданням Науково-дослідного центру Збройних Сил України «Державний океанаріум» є розробка організаційних і технічних аспектів пошуково-рятувального забезпечення діяльності всіх видів Збройних Сил України на морі і водних басейнах. Концепція підводно-технічних і підводно-рятувальних робіт була розроблена в Центрі у 1997–2003 роках.
На даний час в океанаріумі створено корабельний комплекс, що забезпечує проведення підводно-пошукових і підводно-технічних робіт на всіх глибинах Чорного моря, отримана міжнародна ліцензія на проведення робіт на глибинах до 2000 метрів.
Для підводно-пошукових і підводно-технічних робіт на глибинах до 2000 метрів було відновлено технічний стан і підготовлено національний екіпаж глибоководного апарату «Північ-2» (рос. «Север-2») проекту 1825 (цей унікальний підводний апарат був побудований ще у 1968 році, у 1970-х-1980-х роках активно використовувався в науково-дослідних цілях в Атлантиці і на Тихому океані; у 2001 році, після капітального ремонту він був включений до складу Науково-дослідного центру Збройних Сил України «Державний океанаріум»).
Інший підводний апарат — «Лангуст», який оснащений маніпулятором та відеоапаратурою, дозволяв проводити роботи на глибинах - до 540 метрів. Для проведення робіт на цих глибинах призначений і малогабаритний телекерований підводний апарат «Агент-1».
Підводно-технічні роботи на глибинах до 100 метрів виконувалися з підводного населеного апарата «Риф» або з застосуванням підводної населеної камери «Тетіс», яка в режимі гідростата могла використовуватися для виконання пошукових і дослідницьких робіт на глибинах - до 300 метрів.
Надводні судна-носії Центру — водолазний бот «Почаїв» і дослідне судно «Кам'янка».
Такий комплекс є унікальним і надає можливість фахівцям Науково-дослідного центру Збройних Сил України «Державний океанаріум» самостійно проводити підводно-пошукові і підводно-технічні роботи, а також забезпечувати виконання суднопідйомних операцій.
Вчені і фахівці Науково-дослідного центру Збройних Сил України «Державний океанаріум» в змозі проводити наступні роботи:
- пошуково-рятувальні (зокрема підводно-пошукові та підводно-технічні) роботи, забезпечення суднопідйомних операцій;
- гідрографічні роботи (картографування, моніторинг підводних частин гідрографічного обладнання тощо;
- забезпечення будівництва і контроль стану підводних трубопроводів, кабельних трас, гідротехнічних споруд, їх технічне обслуговування;
- обстеження підводної частини акваторії місць базування кораблів і суден, підводно-технічні роботи з огляду, ремонту та знищення бонових та інших підводних перешкод та інші.

Велика увага приділяється і такому небезпечному виду робіт, як виявлення і знищення вибухонебезпечних предметів, які залишилися після Другої світової війни.

#### Підводні біотехнічні системи

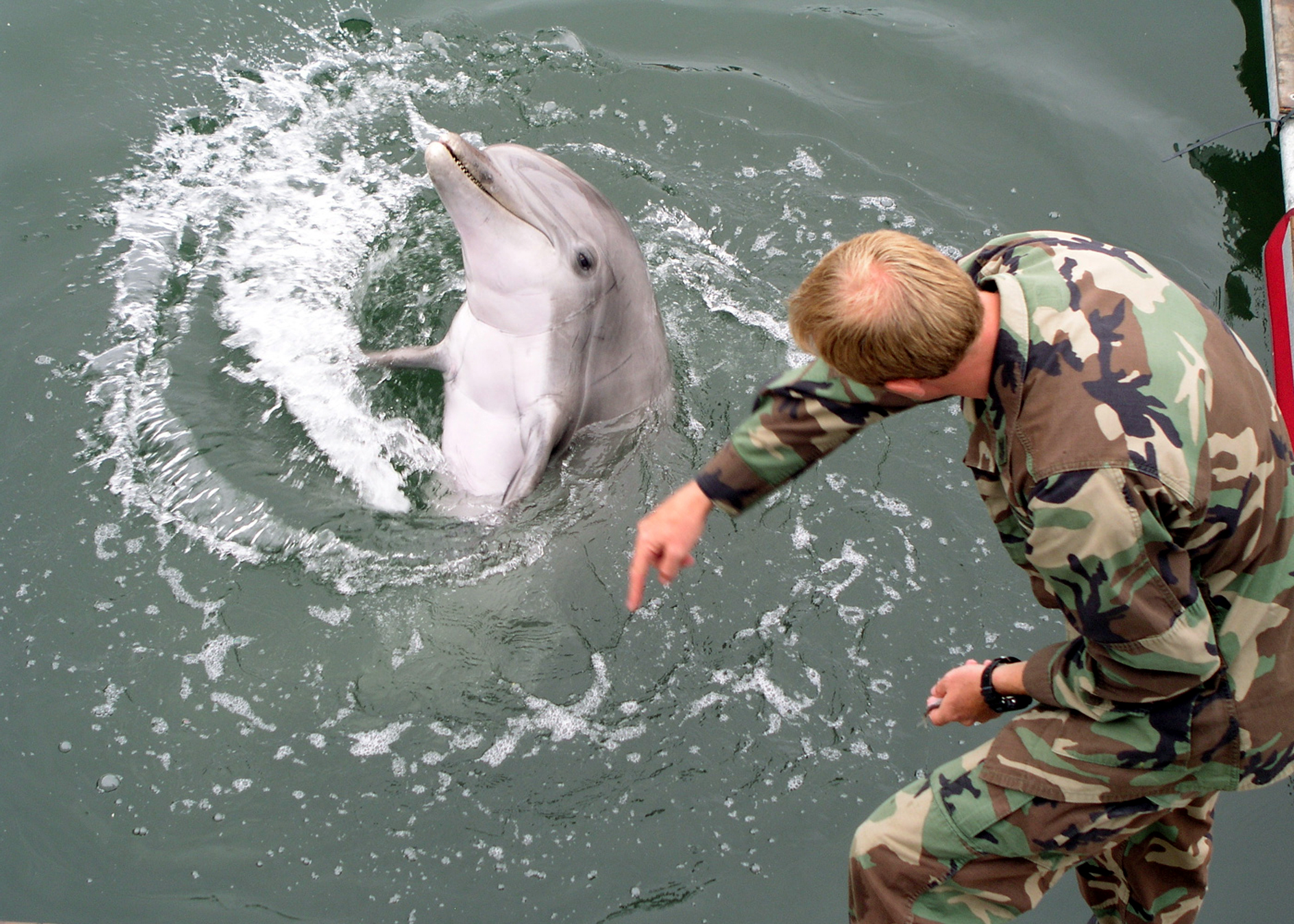
Тренування бойового дельфіна

У комплексі спеціалізованих гідротехнічних споруд Науково-дослідного центру Збройних Сил України «Державний океанаріум» утримуються і навчаються морські ссавці — дельфіни-афаліни, основним військовим призначенням яких є використання у складі підводних біотехнічних систем (ПБТС) різного призначення. ПБТС із застосуванням навчених дельфінів здатні ефективно здійснювати пошук, позначення, забезпечувати підйом підводних об'єктів, збір екологічних і гідрологічних даних за допомогою встановлених на них приладів, надавати допомогу водолазам при проведенні різноманітних підводних робіт.
Спецпрограма підготовки бойових дельфінів в інтересах Військово-Морських Сил в незалежній Україні не припинялася, хоча і не афішувалася. Тим не менше, у 2012 році було офіційно заявлено, що в океанаріумі готують десять дельфінів-афалін для виконання спецзавдань військового флоту України, а в акваторії Севастополя українські військові регулярно проводять тренування тварин з пошуку предметів на дні моря. На даному етапі здійснюється навчання дельфінів протидії атакам підводних диверсантів з метою захисту кораблів у бухтах і на рейді. Наразі у світі, окрім НДЦ ЗС України «Державний океанаріум», підготовку бойових дельфінів здійснюють тільки в США на базі в Сан-Дієго.
14 травня 2018 року, постійний Представник Президента України в Автономній Республіці Крим Борис Бабін повідомив, що українські бойові дельфіни не витримали окупації Кримського півострова росіянами, а саме: «Після анексії Криму бойові дельфіни, що належали Військово-Морським Силам Збройних Сил України та знаходилися в Севастополі, відмовилися підкорятися російським окупантам, відмовилися від їжі і загинули від голоду».

#### Підводний зв'язок на біонічних принципах
Дослідження спеціалістами Науково-дослідного центру Збройних Сил України «Державний океанаріум» фізіологічних особливостей дельфінів започаткувало напрямок науково-дослідних робіт з розробки звукопідводного зв'язку, заснованого на біонічних принципах.
Виявилося, що акустичний зв'язок дельфінів вирішує проблеми боротьби з багатопроменевою інтерференцією звукових хвиль, стійкості до доплерівських зсувів, адаптивної настройки сигналів на можливості каналу зв'язку. Розроблена в Науково-дослідному центрі Збройних Сил України «Державний океанаріум» система цифрового звукопідводного зв'язку на біонічних принципах відрізнялася зміною несучого сигналу постійної частоти на послідовність частотно модульованих сигналів з високими частотними градієнтами, а також наявністю опорного ЧМ-сигналу для розрахунку доплерівських руйнувань в каналі в режимі реального часу.
Експериментальні дослідження і проведені випробування системи, що реалізує інноваційний біонічний принцип підводного зв'язку, в природних умовах на зовнішньому рейді (глибина — до 50 м) засвідчили впевнений багатокористувацький зв'язок в умовах швидкого руху і сильної ревеберації.

#### Воєнно-історичні дослідження
Починаючи з 2018 року, з метою організації та проведення заходів щодо реалізації наукових воєнно-історичних проектів, формування позитивного іміджу Збройних Сил України в суспільстві, ідеологічної боротьби з фальсифікацією вітчизняної воєнної історії, Науково-дослідний центр Збройних Сил України «Державний океанаріум» почав виконувати заходи воєнно-історичної роботи, а саме присв'ячених поглибленому вивченню воєнної історії України, проведенню воєнно-історичних досліджень маловідомих етапів Другої Світової війни на території України, особливостей бойового застосування Військово-Морських Сил в ході оборони та визволення території України.
У грудні 2019 року, на базі Інституту Військово-Морських Сил Національного університету «Одеська морська академія», за участю наукових співробітників Науково-дослідного центру Збройних Сил України «Державний океанаріум», відбулося розширене засідання з питань організації і проведення воєнно-історичної роботи у Військово-Морських Силах Збройних Сил України в 2020 році та вироблені пропозиції щодо її удосконалення.

#### Бойова підготовка особового складу Центру
Протягом останніх років, на материковій частині України, особовий склад підрозділів і військових частин Збройних Сил України, який вийшов з тимчасово окупованої території Криму, повністю залучений до активної бойової підготовки, програма якої передбачає досягнення усіма військовослужбовцями високого рівня, як індивідуального, так і колективного військового професіоналізму.
Військовослужбовці Науково-дослідного центру Збройних Сил України «Державний океанаріум», поряд з науковою та науково-дослідною діяльністю, беруть участь в теоретичних і практичних заняттях з усіх визначених військових дисциплін, як в пункті постійної дислокації Центру, так і в польових умовах та на полігонах.

### Науковий

#### Дослідження морських ссавців
Протягом усього часу існування океанаріуму, групою гідробіоніки Науково-дослідного центру Збройних Сил України «Державний океанаріум», основний напрямок наукової діяльності якої полягає у вивченні особливостей вищої нервової діяльності і поведінки морських ссавців, проводяться порівняльні фізіологічні дослідження дельфінів афалін. Останні роки дослідження ведуться в трьох напрямках:
- вивчення здатності дельфінів афалін до навчання;
- дослідження в умовах експерименту інтелектуальних здібностей дельфінів афалін і справжніх тюленів;
- вивчення поведінкового репертуару білух, афалін і справжніх тюленів при їх утриманні в неволі.

Уявлення про рівень розвитку розумової діяльності тварин, структурно-морфологічної організації їх рухової поведінки необхідне не тільки для загальної характеристики виду, але має важливе практичне значення для створення найбільш комфортних умов утримання афалін, білух і тюленів в басейнах або вольєрах, відстеження та прогнозування їх стану, спілкування з ними, створення адекватних методик навчання.

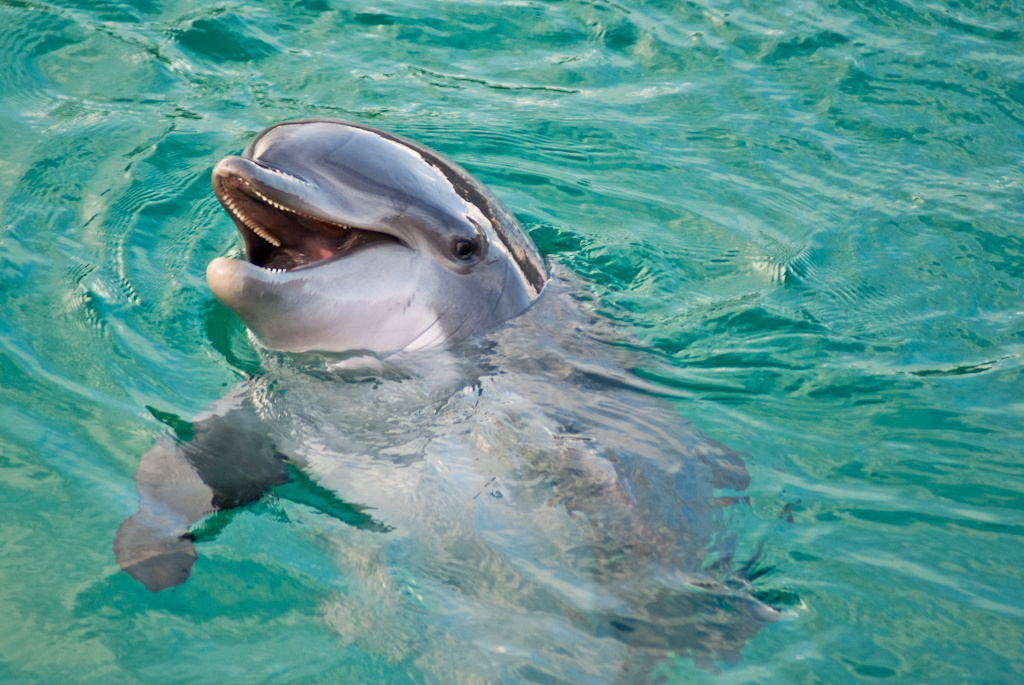
Афаліна звичайна в басейні

Завдяки багаторічній практиці утримання дельфінів і ластоногих в морських вольєрах і басейнах, проведеним науковим дослідженням, визначені нормативи щодо створення умов, які дозволяють тривалий час утримувати морських ссавців без шкоди для їхнього здоров'я. Розроблено методики їх транспортування, ранньої діагностики, профілактики і лікування захворювань.
З 1990 року проводяться наукові дослідження з розробки методів розведення в умовах неволі чорноморських афалін і далекосхідних сивучів. за двадцять років в океанаріумі народилися і виросли вісім дитинчат дельфінів і десять сивучат. Останнім народилося дельфіненя у афаліни Багіри 1 червня 2009 року.

#### Екологічна діяльність
Науково-дослідний центр Збройних Сил України «Державний океанаріум» використовує різні форми роботи, спрямовані на збереження та відновлення рідкісних тварин, в числі яких — їх розведення в умовах розплідника. Співробітниками океанаріуму ведуться роботи зі збору наукової інформації для уточнення облікових даних та коригуванні кадастру, про геологічні об'єкти, види рослин і тварин, що охороняються, здійснюється моніторинг стану їх популяцій.
Науково-експериментальною базою Науково-дослідного центру Збройних Сил України «Державний океанаріум» є загальнозоологічний заказник загальнодержавного значення «Бухта Козача» та ландшафтний заказник загальнодержавного значення «Мис Фіолент». Основними завданнями заказників є збереження і відтворення рідкісних і зникаючих видів рослин і тварин, збереження природних ландшафтів і проведення наукових досліджень.
Унікальний гідротехнічний комплекс, сприятливі природні умови, обумовлені створенням заказника, дозволили організувати розплідник для розведення дельфінів і ластоногих. На базі океанаріуму створений Центр порятунку і реабілітації морських ссавців Чорного і Азовського морів, де хворим і травмованим тваринам надають першу ветеринарну допомогу, лікують їх у стаціонарних умовах і повертають в природне середовище.

### Медичний

#### Реабілітація військовослужбовців, які проходили службу в зоні проведення АТО
З 2016 року, спеціалісти науково-дослідного відділу проблем психофізіологічної та психологічної реабілітації Науково-дослідного центру Збройних Сил України «Державний океанаріум», спільно з адміністрацією дельфінарію «Немо», організували курс дельфінотерапії для реабілітації військовослужбовців ВМС ЗС України, які брали участь в проведенні АТО та отримали посттравматичний синдром.
В 2017 році, за результатами проведених досліджень та отриманих наукових результатів за даною тематикою, Науково-дослідний центр Збройних Сил України «Державний океанаріум», став в змозі передавати свій досвід цивільним і військовим фахівцям-психологам Збройних Сил України та інших силових структур, в ході наукових конференцій та семінарів.

#### Реабілітація дітей-інвалідів
Одним з напрямків роботи Науково-дослідного центру Збройних Сил України «Державний океанаріум», під час його дислокації в м. Севастополі, була дельфінотерапія — реабілітація хворих дітей, заснована на спілкуванні з дельфінами.
Ця методологія розроблялася в океанаріумі ще з початку його роботи — наукові співробітники тривалий час розробляли методи лікування, вивчали хвороби, при яких можна використовувати дельфінотерапію, накопичували наукові дані досліджень, щоб з максимальною віддачею втілювати свої розробки у життя та рятувати життя дітей-інвалідів. Реабілітація дітей — це активний процес, метою якого є перш за все досягнення повного відновлення функції, порушеною внаслідок захворювання або травми, або оптимальна реалізація фізичного, психічного і соціального потенціалу інваліда з активною інтеграцією його в суспільство.
З 15 листопада 2009 року, коли в океанаріумі, за його попереднім місцем дислокації в Севастополі, розпочав працювати зимовий морський басейн, щодня приймали до 15 дітей із захворюваннями нервової системи: аутизмом, дитячим церебральним паралічем, олігофренією, синдромом Дауна, а у розпал літнього сезону — до 30-35 дітей щодня.
Стандартний реабілітаційний курс включав:
- консультацію з лікарем;
- діагностичне обстеження;
- індивідуальну роботу психологів;
- 10 сеансів спілкування пацієнта з дельфінами;
- супутню фітотерапію.

З весни 2014 року, від моменту передислокації Науково-дослідного центру Збройних Сил України «Державний океанаріум» до материкової частини України, зазначений напрямок діяльності, тимчасово, зупинений.

### Наукові досягнення
За період з 2007 по 2012 рік, у рамках виконання Закону України «Про наукову і науково-технічну діяльність», колективом НДЦ ЗС України «Державний океанаріум» виконано 52 науково-дослідні роботи, захищено три докторські та три кандидатські дисертації, опубліковано 9 наукових монографій і 220 наукових статей. Результати діяльності Центру пройшли апробацію на 82 наукових конференціях та семінарах. На 2013 рік, науковий потенціал Центру становив — 24 дипломованих вчених, з них — 7 докторів наук та 17 кандидатів наук. Станом на серпень 2016 року, науковий потенціал Центру становив — 13 дипломованих вчених, з них — 1 доктор наук та 12 кандидатів наук.
Вчені Центру брали участь і стали лауреатами таких виставок: «Україна. 10 років Незалежності», «Севастополь туристичний», V та VII Національних виставок-ярмарків «Екологія-2002» та «Екологія-2004», Міжнародних виставок-форумів «Виробництво і захист-2002», «Виробництво і захист-2003», «Технології захисту-2004». Центр також є лауреатом рейтингу «Найкращі підприємства України-2004», Всеукраїнської премії «Народна шана» та інших.
В 2018 році, наукові співробітники Науково-дослідного центру Збройних Сил України «Державний океанаріум» стали переможцями в трьох номінаціях Всеармійського конкурсу «Кращий винахід року-2018», який проводиться щорічно Міністерством оборони України.

## Керівництво
- полковник Дончак Андрій Михайлович, кандидат психологічних наук (2014 - 2019)[36];
- капітан 1 рангу Добринін Євгеній Вікторович (2019 - дотепер)[37];